# 长沟镇 (济宁市)
长沟镇，是中华人民共和国山東省济宁市任城区下辖的一个乡镇级行政单位。

## 行政区划
长沟镇下辖以下地区：
长沟村、回林村、张庄村、路庄村、西营村、付街村、桥子街村、孙街村、水牛陈北村、后陈村、杨胡李村、蔡北村、蔡前村、季庙村、李北村、张坊村、梁庄村、蜀湖村、刘庄村、翟庙村、党庄村、崔庄村、钱海村、曹林村、后刘西村、范庄村、后刘东村、天宝寺村、北南田村、王庙村、南薛村、南阳李村、元田村、白果树村、前陈村、后薛村、康庙村、护驾李村、赵王堂村、张山南村、张山北村、张山东村、王山村、城子崖村、水牛陈东村、水牛陈西村、王庄村、秦咀村、大堤头村、北韩村、中韩村和南韩村。

## 人口
2010年中国第六次人口普查时，长沟镇共有人口57058人。共有家庭17811户，平均每户3.19人。14岁以下的少年儿童共10936人，占总人口19.16%；15-64岁人口共40482人，占总人口70.94%；65岁及以上的老年人共5640人，占总人口的9.884%。男性共计29534人，占总人口51.76%；女性共计27524，占总人口48.23%。本地居住的人口中，拥有本地户籍的人口为54854人，占96.13%。